# Comarques de la Communauté valencienne
 (juin 2025).

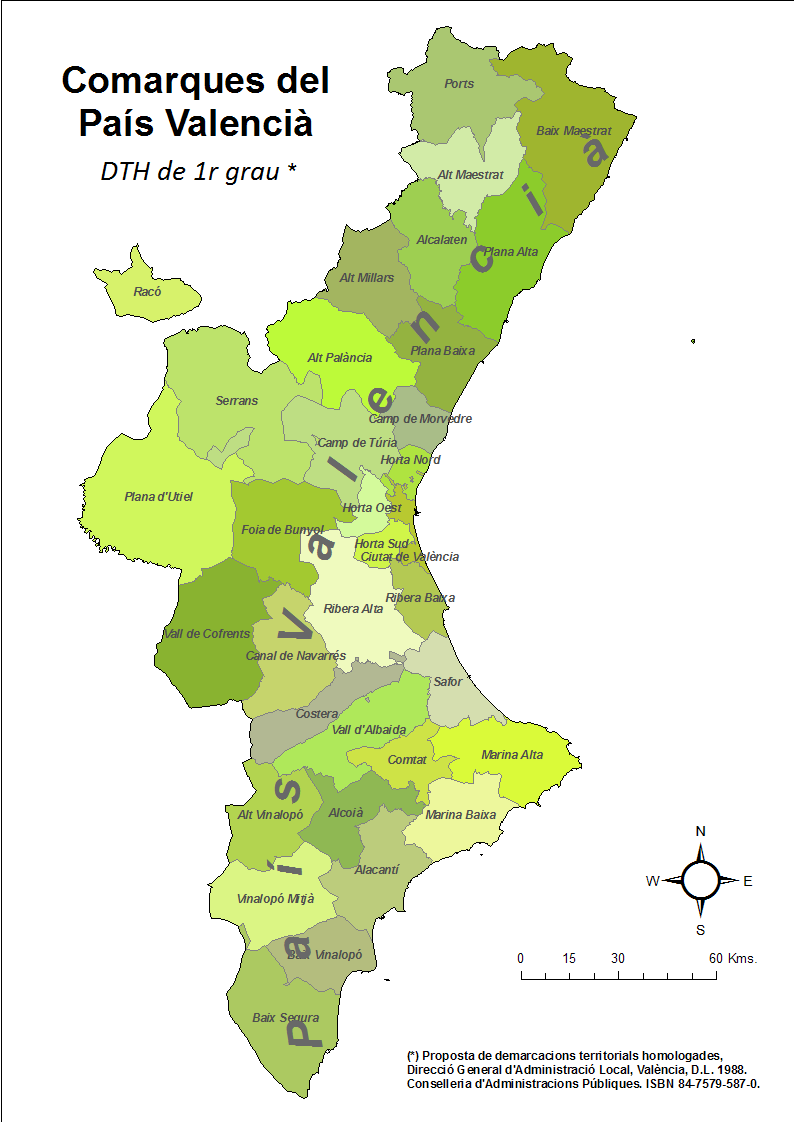
Délimitations territoriales homologuées de la Communauté valencienne depuis 1987.

Depuis la fin du XIXe siècle, le territoire du Pays valencien a été traditionnellement structuré en zones géographiques dénommées « comarques ». À partir des années 1960, les propositions concrètes de divisions comarcales commencèrent à proliférer, dont une majorité reposait sur les frontières provinciales établies en 1851 et ne tenait pas compte du critère linguistique (zones de catalanophones et castillanophones). Parmi celles-ci, deux propositions sont particulièrement remarquables : celle de Vicenç Maria Rosselló  et celle de Joan Soler, formulées en 1964 et 1974 respectivement. Cette dernière a la particularité de tenir compte des critères linguistiques tout en ignorant les limites provinciales, par l'établissement de quatre régions valenciennes « naturelles » : septentrionale, intérieure, centrale et méridionale.

## Histoire
Les premières considérations générales sur la structuration territoriale en comarques surgissent dans les années 1930 et émanent des secteurs du valencianisme politique. Elles visaient à trouver un moyen de donner une cohésion aux territoires correspondant à l'ancien royaume de Valence face au centralisme administratif de l'État espagnol et sa structuration en provinces, considérée comme un démantèlement de l'ancienne unité territoriale. Ce débat ne se limitait alors pas au Pays valencien, mais avait également lieu dans d'autres régions qui avaient connu des mouvements de revendication d'autonomie politique. La première proposition de division comarcale, conçue en 1933 par Felip Mateu i Llopis, suivait de peu celle élaborée par Pau Vila pour la Catalogne. Un an plus tard, Emili Beüt présenta sa propre proposition dans une conférence, mais sa diffusion fut dans un premier temps très limitée et ne fut publiée qu'en 1970, dans Geografia elemental del Regne de València.
Durant la dictature de Franco, les propositions de divisions comarcales continuèrent, depuis une optique géographique, linguistique et historique. Le régime franquiste ne permit toutefois pas la mise en place de divisions territoriales autres que celles des provinces. Durant cette époque furent en particulier émis les projets de Querol Rosso en 1946, de Vicenç M. Rosselló en 1964 et celle de Manuel Sanchis i Guarner en 1966.
En dépit d'un impact social et politique insignifiant, ces projets revêtirent une certaine importance sur le plan géographique et toponymique, et servirent en grande mesure de base aux propositions ultérieures à 1970, qui se différenciaient par leur caractère plus fonctionnel, en incluant des critères démographiques, communicatifs, et par conséquent, administratifs, comme celle du géographe Antonio López Gómez de 1970, la  nouvelle proposition de Soler i Riber la même année ou celle de Pérez Puchal en 1979. C'est finalement celle de Soler, réalisée en collaboration avec Sanchis Guarner et López Gómez, qui connut la plus grande diffusion et rencontra le plus grand écho populaire durant les dernières années du franquisme, dans les milieux politiques, culturels, académiques et éditoriaux du Pays valencien.
Les avant-projets de statuts d'autonomie du Pays valencien élaborés durant la Seconde République espagnole envisageaient déjà une division du territoire en comarques, mais l'éclatement de la guerre civile en 1936 mit un terme aux projets d'autonomie valencienne et au débat territorial.
Cependant, durant la transition, qui se caractérisait à Valence par une grande crispation identitaire (voir Bataille de Valence), les secteurs blavéristes critiquèrent cette proposition en la qualifiant de pancataliste et l'accusant de transgresser les limites provinciales pour établir des frontières comarcales pensées pour une intégration dans les Pays catalans. Ceux-ci défendirent la division d’Emili Beüt, publiée dix ans auparavant par Lo Rat Penat (dont Beüt était président au moment de son élaboration), qu'ils opposèrent à celle de Soler. Paradoxalement, la version en réalité utilisée différait légèrement de l'original de 1934 qui transgressait également les limites provinciales (comme c'est le cas de la comarque de la Calderona [num. 15] ou de la Serrania de Alcoy [num. 31]).
Néanmoins, après la création du Conseil du Pays valencien en 1978 et l'établissement du régime des communautés autonomes en 1982, la proposition de Soler fut utilisée comme base par la Generalitat valencienne pour l'élaboration des districts judiciaires, la publication de statistiques officielles, la carte scolaire, celle des centres de santé etc. La mise en application de celle-ci révéla néanmoins d'importants défauts structurels, notamment dus à une importance excessive apportée au facteur linguistique et historique au détriment des critères économiques et urbains. Les nouvelles propositions de Maria José Ribera et Bernardí Cabrer (1979), PREVASA (1981) ou de José Honrubia (1982) visèrent à corriger ces aspects.
En 1987, V. M. Rosselló, Josep M. Bernabé et B. Cabrer furent les auteurs d'une nouvelle proposition proposant un concept territorial différent de la comarque telle qu'elle est habituellement conçue, qu'ils baptisèrent « gouvernation » (« governació ») (du nom d'une entité administrative existant au royaume de Valence durant l'époque des fors), et dont les délimitations correspondaient à grands traits à des regroupements de comarques conçues par Soler.

## Proposition officielle
Le Statut d'autonomie de la Communauté valencienne de 1982 envisage l'élaboration d'une loi de comarcalisation. Dans ce but, la Generalitat chargea une commission formée de géographes et d'économistes d'une étude sur le sujet, qui fut à l'origine de diverses propositions et du premier projet officiel. Cependant, en raison d'un manque d'appui politique au projet des gouvernements successifs de la communauté, la loi de comarcalisation n'a toujours pas été promulguée.
Dans le décret no 170 du 28 octobre 1985, la Generalitat commande au service d'Administration publique un rapport dans l'optique de « la création de démarcations fonctionnelles destinées au territoire de la Communauté valencienne ». Le rapport fut publié en 1987 et établit des « Démarcations territoriales homologuées » (DTH) définissant trois niveaux de division (sans utiliser le terme de « comarque » ou de « gouvernation »). Les DTH de premier niveau coïncident en grande partie aux comarques tirées de Soler, combinées avec la proposition de Rosselló, en particulier pour le territoire de la province d'Alicante. Les DTH de deuxième niveau (consistant en des regroupements de celles de premier niveau) correspondent approximativement aux gouvernations de Rosselló, tandis que celles de troisième niveau sont simplement les frontières provinciales.
Cependant, en l'absence de l'approbation par la Generalitat d'une loi de comarcalisation, les DTH sont simplement utilisées comme délimitations de référence pour la décentralisation administrative de ses différents services, comme l'enseignement, la santé ou l'agriculture. Ainsi, il n'existe pas de véritable incidence territoriale telle qu'elle est envisagée dans le statut d'autonomie, avec la création d'organes politiques ou administratifs propres à chaque comarque, comme les « Conseils comarcaux » (Consells comarcals) de Catalogne. Les compétences partagées entre plusieurs municipalités sont articulées par le biais de mancommunautés, susceptibles de transgresser les frontières comarcales mais pas les provinciales.

## Comarques historiques
- L'Horta, autour de la capitale
- La Plana, autour de Castellón

## Liste des comarques actuelles
| \| Comarque \| Chef-lieu \| Population \| Superficie \| Densité \| \| Alacantí \| Alicante \| 455 292 \| 673,57 \| 675,94 \| \| Alcoià \| Alcoy \| 110 877 \| 539,66 \| 205,46 \| \| Alcalatén \| L'Alcora \| 16 638 \| 648,68 \| 25,65 \| \| Alt Maestrat \| Albocàsser \| 7 846 \| 663,16 \| 11,83 \| \| Alt Millars \| Cirat \| 4 386 \| 667,06 \| 6,58 \| \| Alt Palància \| Segorbe \| 24 732 \| 965,15 \| 25,63 \| \| Alt Vinalopó \| Villena \| 52 899 \| 644,76 \| 82,04 \| \| Baix Maestrat \| Vinaròs \| 80 384 \| 1 221,32 \| 65,78 \| \| Baix Segura \| Orihuela \| 361 292 \| 957,28 \| 377,42 \| \| Baix Vinalopó \| Elche \| 279 815 \| 488,78 \| 572,48 \| \| Camp de Morvedre \| Sagonte \| 85 355 \| 271,20 \| 314,73 \| \| Camp de Túria \| Llíria \| 135 373 \| 823,37 \| 164,41 \| \| Canal de Navarrés \| Enguera \| 17 691 \| 709,29 \| 24,94 \| \| Comtat \| Cocentaina \| 27 854 \| 377,77 \| 73,73 \| \| Costera \| Xàtiva \| 72 089 \| 528,26 \| 136,46 \| \| Hoya de Buñol \| Chiva \| 39 768 \| 817,37 \| 48,65 \| \| Horta Nord \| Puçol \| 209 518 \| 140,51 \| 1 491,13 \| \| Horta Oest \| Torrent \| 331 698 \| 178,84 \| 1 854,72 \| \| Horta Sud \| Silla \| 163 253 \| 166,19 \| 982,33 \| \| Marina Alta \| Dénia \| 188 567 \| 758,02 \| 248,76 \| \| Marina Baixa \| La Vila Joiosa \| 179 546 \| 578,67 \| 310,27 \| \| Ports \| Morella \| 5 262 \| 904,07 \| 5,82 \| \| Plana Alta \| Castelló de la Plana \| 248 098 \| 957,29 \| 259,17 \| \| Plana Baixa \| Borriana \| 185 986 \| 605,15 \| 307,34 \| \| Plana d'Utiel/Requena-Utiel \| Requena \| 39 386 \| 1 721,03 \| 22,89 \| \| Rincón de Ademuz \| Ademuz \| 2 605 \| 370,22 \| 7,04 \| \| Ribera Alta \| Alzira \| 216 211 \| 970,04 \| 222,89 \| \| Ribera Baixa \| Sueca \| 80 360 \| 276,81 \| 290,31 \| \| Los Serranos \| Chelva \| 17 935 \| 1 405,28 \| 12,76 \| \| Safor \| Gandie \| 176 238 \| 429,80 \| 410,05 \| \| Valence \| Valence \| 797 654 \| 134,63 \| 5 924,79 \| \| Vall d'Albaida \| Ontinyent \| 90 783 \| 722,22 \| 125,70 \| \| Valle de Cofrentes \| Ayora \| 10 566 \| 1 141,15 \| 9,26 \| \| Vinalopó Mitjà \| Elda \| 169 122 \| 797,99 \| 211,93 \| \| Total \| \| 4 885 029 \| 23 254,49 \| 210,07 \| |                      |            |            |          |
| Comarque | Chef-lieu            | Population | Superficie | Densité  |
| Alacantí | Alicante             | 455 292    | 673,57     | 675,94   |
| Alcoià | Alcoy                | 110 877    | 539,66     | 205,46   |
| Alcalatén | L'Alcora             | 16 638     | 648,68     | 25,65    |
| Alt Maestrat | Albocàsser           | 7 846      | 663,16     | 11,83    |
| Alt Millars | Cirat                | 4 386      | 667,06     | 6,58     |
| Alt Palància | Segorbe              | 24 732     | 965,15     | 25,63    |
| Alt Vinalopó | Villena              | 52 899     | 644,76     | 82,04    |
| Baix Maestrat | Vinaròs              | 80 384     | 1 221,32   | 65,78    |
| Baix Segura | Orihuela             | 361 292    | 957,28     | 377,42   |
| Baix Vinalopó | Elche                | 279 815    | 488,78     | 572,48   |
| Camp de Morvedre | Sagonte              | 85 355     | 271,20     | 314,73   |
| Camp de Túria | Llíria               | 135 373    | 823,37     | 164,41   |
| Canal de Navarrés | Enguera              | 17 691     | 709,29     | 24,94    |
| Comtat | Cocentaina           | 27 854     | 377,77     | 73,73    |
| Costera | Xàtiva               | 72 089     | 528,26     | 136,46   |
| Hoya de Buñol | Chiva                | 39 768     | 817,37     | 48,65    |
| Horta Nord | Puçol                | 209 518    | 140,51     | 1 491,13 |
| Horta Oest | Torrent              | 331 698    | 178,84     | 1 854,72 |
| Horta Sud | Silla                | 163 253    | 166,19     | 982,33   |
| Marina Alta | Dénia                | 188 567    | 758,02     | 248,76   |
| Marina Baixa | La Vila Joiosa       | 179 546    | 578,67     | 310,27   |
| Ports | Morella              | 5 262      | 904,07     | 5,82     |
| Plana Alta | Castelló de la Plana | 248 098    | 957,29     | 259,17   |
| Plana Baixa | Borriana             | 185 986    | 605,15     | 307,34   |
| Plana d'Utiel/Requena-Utiel | Requena              | 39 386     | 1 721,03   | 22,89    |
| Rincón de Ademuz | Ademuz               | 2 605      | 370,22     | 7,04     |
| Ribera Alta | Alzira               | 216 211    | 970,04     | 222,89   |
| Ribera Baixa | Sueca                | 80 360     | 276,81     | 290,31   |
| Los Serranos | Chelva               | 17 935     | 1 405,28   | 12,76    |
| Safor | Gandie               | 176 238    | 429,80     | 410,05   |
| Valence | Valence              | 797 654    | 134,63     | 5 924,79 |
| Vall d'Albaida | Ontinyent            | 90 783     | 722,22     | 125,70   |
| Valle de Cofrentes | Ayora                | 10 566     | 1 141,15   | 9,26     |
| Vinalopó Mitjà | Elda                 | 169 122    | 797,99     | 211,93   |
| Total |                      | 4 885 029  | 23 254,49  | 210,07   |

| Comarque                    | Chef-lieu            | Population | Superficie | Densité  |
| Alacantí                    | Alicante             | 455 292    | 673,57     | 675,94   |
| Alcoià                      | Alcoy                | 110 877    | 539,66     | 205,46   |
| Alcalatén                   | L'Alcora             | 16 638     | 648,68     | 25,65    |
| Alt Maestrat                | Albocàsser           | 7 846      | 663,16     | 11,83    |
| Alt Millars                 | Cirat                | 4 386      | 667,06     | 6,58     |
| Alt Palància                | Segorbe              | 24 732     | 965,15     | 25,63    |
| Alt Vinalopó                | Villena              | 52 899     | 644,76     | 82,04    |
| Baix Maestrat               | Vinaròs              | 80 384     | 1 221,32   | 65,78    |
| Baix Segura                 | Orihuela             | 361 292    | 957,28     | 377,42   |
| Baix Vinalopó               | Elche                | 279 815    | 488,78     | 572,48   |
| Camp de Morvedre            | Sagonte              | 85 355     | 271,20     | 314,73   |
| Camp de Túria               | Llíria               | 135 373    | 823,37     | 164,41   |
| Canal de Navarrés           | Enguera              | 17 691     | 709,29     | 24,94    |
| Comtat                      | Cocentaina           | 27 854     | 377,77     | 73,73    |
| Costera                     | Xàtiva               | 72 089     | 528,26     | 136,46   |
| Hoya de Buñol               | Chiva                | 39 768     | 817,37     | 48,65    |
| Horta Nord                  | Puçol                | 209 518    | 140,51     | 1 491,13 |
| Horta Oest                  | Torrent              | 331 698    | 178,84     | 1 854,72 |
| Horta Sud                   | Silla                | 163 253    | 166,19     | 982,33   |
| Marina Alta                 | Dénia                | 188 567    | 758,02     | 248,76   |
| Marina Baixa                | La Vila Joiosa       | 179 546    | 578,67     | 310,27   |
| Ports                       | Morella              | 5 262      | 904,07     | 5,82     |
| Plana Alta                  | Castelló de la Plana | 248 098    | 957,29     | 259,17   |
| Plana Baixa                 | Borriana             | 185 986    | 605,15     | 307,34   |
| Plana d'Utiel/Requena-Utiel | Requena              | 39 386     | 1 721,03   | 22,89    |
| Rincón de Ademuz            | Ademuz               | 2 605      | 370,22     | 7,04     |
| Ribera Alta                 | Alzira               | 216 211    | 970,04     | 222,89   |
| Ribera Baixa                | Sueca                | 80 360     | 276,81     | 290,31   |
| Los Serranos                | Chelva               | 17 935     | 1 405,28   | 12,76    |
| Safor                       | Gandie               | 176 238    | 429,80     | 410,05   |
| Valence                     | Valence              | 797 654    | 134,63     | 5 924,79 |
| Vall d'Albaida              | Ontinyent            | 90 783     | 722,22     | 125,70   |
| Valle de Cofrentes          | Ayora                | 10 566     | 1 141,15   | 9,26     |
| Vinalopó Mitjà              | Elda                 | 169 122    | 797,99     | 211,93   |
| Total                       |                      | 4 885 029  | 23 254,49  | 210,07   |

## Propositions de division comarcale du territoire valencien

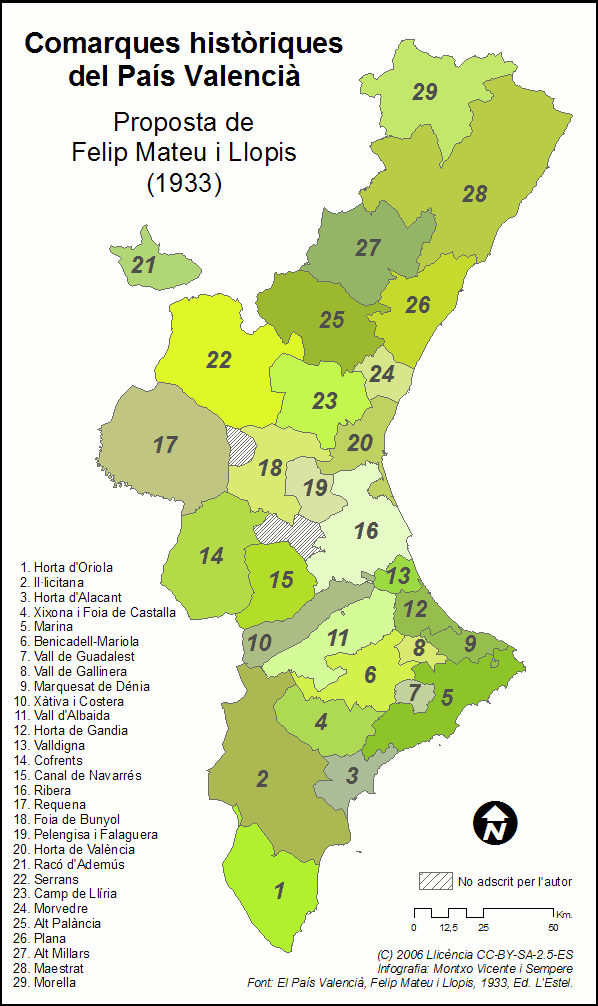
Première proposition de division comarcale, par Felip Mateu i Llopis en 1933.
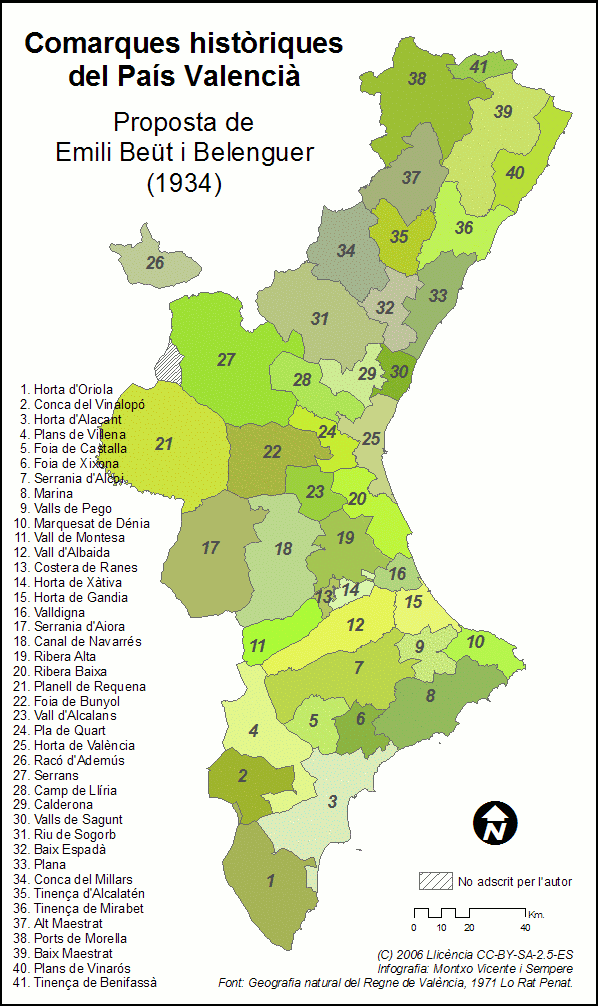
Comarques géographiques naturelles, d'après Emili Beüt, proposée en 1934.
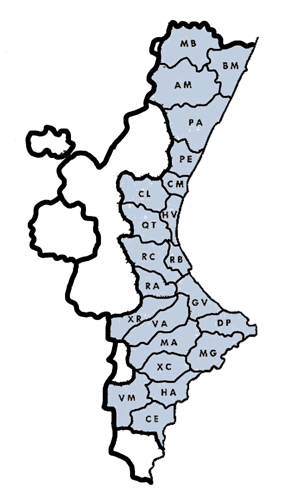
Comarques du Pays valencien d'après Manuel Sanchis Guarner en 1966.
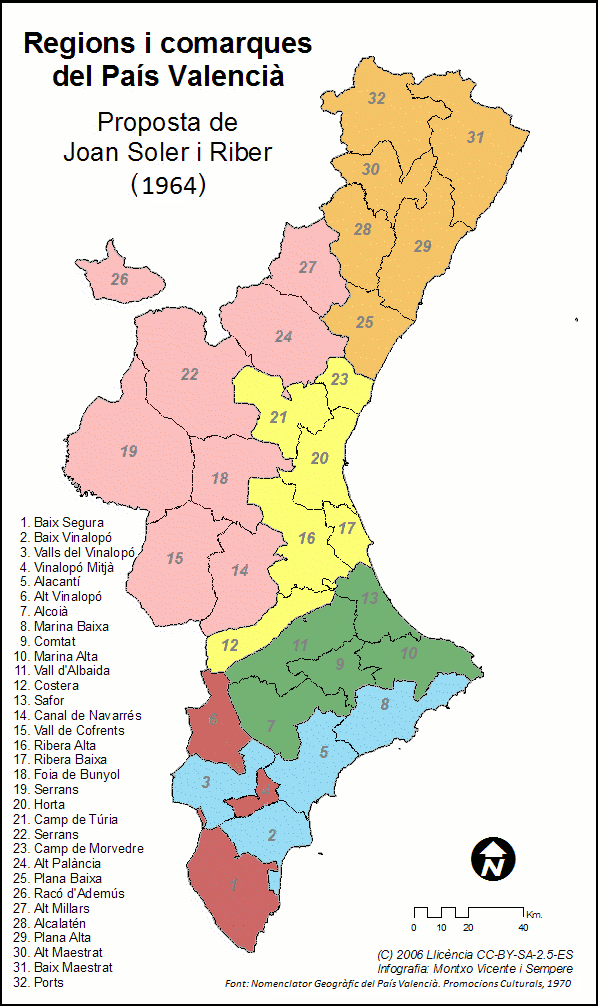
Proposition de Joan Soler i Riber en 1970.
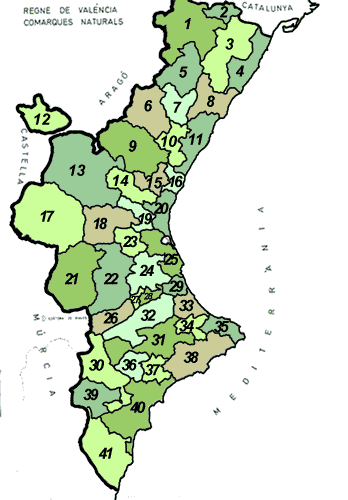
Comarques du royaume de Valence selon Emili Beüt en 1934 (version de 1971).
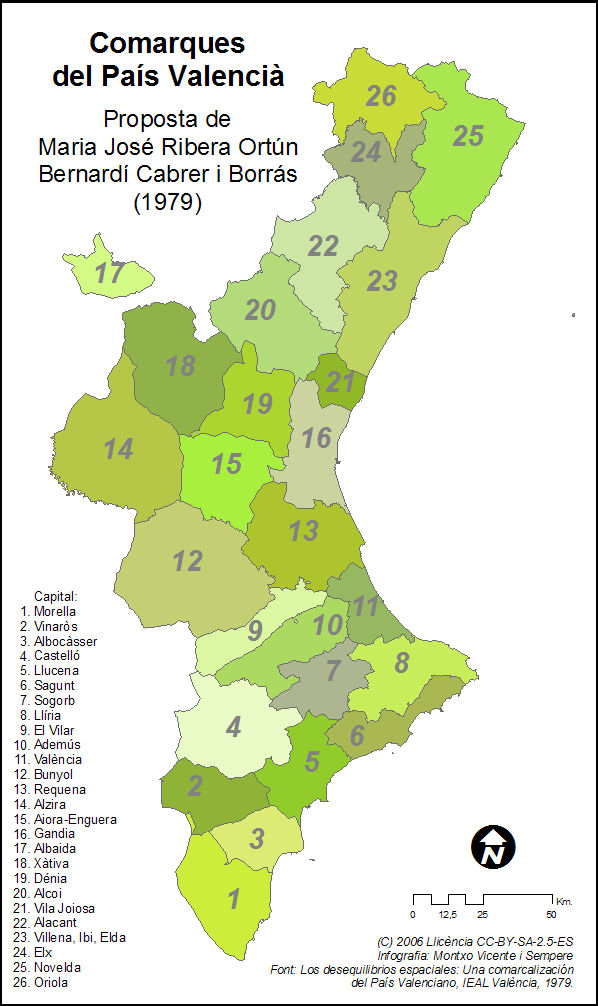
Proposition de Bernardí Cabrer et Ma. José Ribera en 1979.
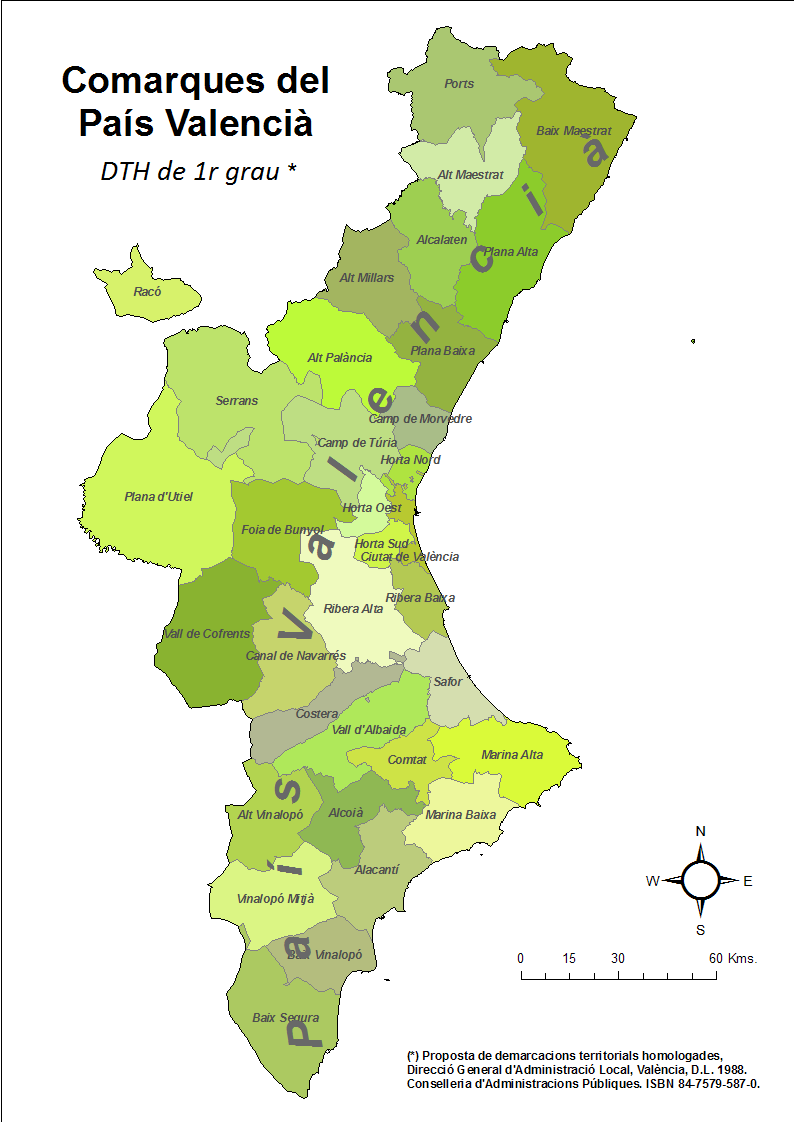
Démarcation territoriale homologuée (DTH) par la Generalitat valencienne en 1989.